# The Lodger (Band)
The Lodger (engl. für Der Untermieter) ist eine englische Indie-Pop-Band aus Leeds.

## Geschichte
The Lodger entstand, als Ben Siddall in Leeds Demos auf seinem PC aufnahm und diese interessierten Zuhörern vorspielte. Bald machten selbstgebrannte CDs in der Musikszene von Leeds die Runde. Schließlich wurde das neu gegründete Label Dance to the Radio auf das Musikprojekt aufmerksam und bot an, eine Single zu produzieren. Für anstehende Live-Auftritte konnte Ben Siddall schnell Lisa Harker und Bruce Renshaw gewinnen, woraus bald eine dauerhafte Gruppierung entstand. Anfang 2005 erschien mit Unsatisfied der erste Kompilationsbeitrag und mit Many Thanks For Your Honest Opinion die erste Single der Band. Weitere Veröffentlichungen folgten noch im selben Jahr. Ende 2005 verließen Lisa Harker und Bruce Renshaw die Band und wurden durch Katie James und Joe Margetts ersetzt.
2006 brachte Londons Indie-Label Angular Records die erste Single von The Lodger in der neuen Besetzung heraus. Let Her Go gewann den BBC-Bewerb 6music Rebel's Playlist. Im September 2006 gingen die Bandmitglieder ins Studio, um ihr Debütalbum einzuspielen. Ende 2006 folgte eine Headliner-Tour durch Großbritannien und Deutschland, auf der auch die neuen Songs vorgestellt wurden. Grown-Ups erschien schließlich 2007 und erhielt gute Kritiken. 2007 ging The Lodger mit The Long Blondes auf UK-Tour, kam im Frühjahr auch nach Deutschland und tourte im Herbst durch die USA. Weitere Veröffentlichungen 2007 waren Kicking Sand/Centuries und Let's Make A Pact.
2008 wechselte The Lodger von Angular zu Bad Sneakers Records und brachte im Mai 2008 das zweite Studioalbum Life Is Sweet heraus, bei dem wieder Bruce Renshaw am Schlagzeug saß. Als Single wurde The Good Old Days ausgekoppelt. In Deutschland werden die Veröffentlichungen der Band vertrieben bei Noise Deluxe Records, in den USA bei Slumberland Records, in Japan bei Fabtone und in Australien bei Speak’n’ Spell. Im Sommer kam die Band auf ihrer Promotion-Tour auch nach Deutschland.

## Diskografie

### Alben
- 2007: Grown-Ups (Angular Records)
- 2008: Life Is Sweet (Bad Sneakers Records)
- 2010: Flashbacks (Slumberland Records)

### EPs und Singles
- 2005: Many Thanks for Your Honest Opinion (Dance to the Radio)
- 2005: Getting Special (Wrath)
- 2005: Watching/Not So Fast (Double Dragon)
- 2006: Let Her Go (Angular Records)
- 2007: Kicking Sand/Centuries (Angular Records)
- 2008: The Good Old Days (Bad Sneakers Records)
- 2009: I Think I Need You (Elefant Records)
- 2010: Have a Little Faith in People (DIY Records/Slumberland Records)

### Kompilationsbeiträge
- 2005: Unsatisfied – Dance to the Radio: Leeds (Dance to the Radio)
- 2006: You Got Me Wrong – What We All Want (Dance to the Radio)
- 2006: Not So Fast – Blue Skies Up: Welcome to the New Pop Revolution (Dogbox)
- 2006: Simply Left Behind – Future Love Songs (Angular Records)
- 2007: Let's Make a Pact – On the Bone Vol. 1 (On the Bone)